# Talia Castellano
Talia Joy Castellano (ur. 18 sierpnia 1999 w Orlando, zm. 16 lipca 2013 tamże) – amerykańska celebrytka, blogerka z Oviedo w stanie Floryda. Najbardziej znana z kanału YouTube jako TaliaJoy18, gdzie jej filmy śledziły ponad 750.000 osób i 45 milionów odsłon w czasie jej śmierci.
W wieku 7 lat u Castellano wykryto nerwiaka płodowego, nowotwór, który rozwijał się w komórkach nerwowych. Przechodziła różne rodzaje terapii (chemioterapię, radioterapię i transfuzję krwi) oraz zabiegi. W wyniku podjętego leczenia Castellano przez 13 miesięcy była wolna od choroby, ale jej nawrót nastąpił trzy razy w ciągu sześciu lat. W 2012 roku zdiagnozowano u niej zespół mielodysplastyczny w szpiku kostnym. We wrześniu 2012 roku wystąpiła w programie The Ellen DeGeneres Show. Została honorową twarzą kosmetyków CoverGirl, a następnie pojawiła się w magazynie CoverGirl pod hasłem „Makeup is my wig”. Został jej zadedykowany oficjalny klip podsumowujący scenę YouTube w roku 2013.
Castellano zmarła w Arnold Palmer Hospital for Children w Orlando dnia 16 lipca 2013 roku, miesiąc przed 14. urodzinami po sześcioletniej walce z rakiem.